# Pedro de Castro y Figueroa

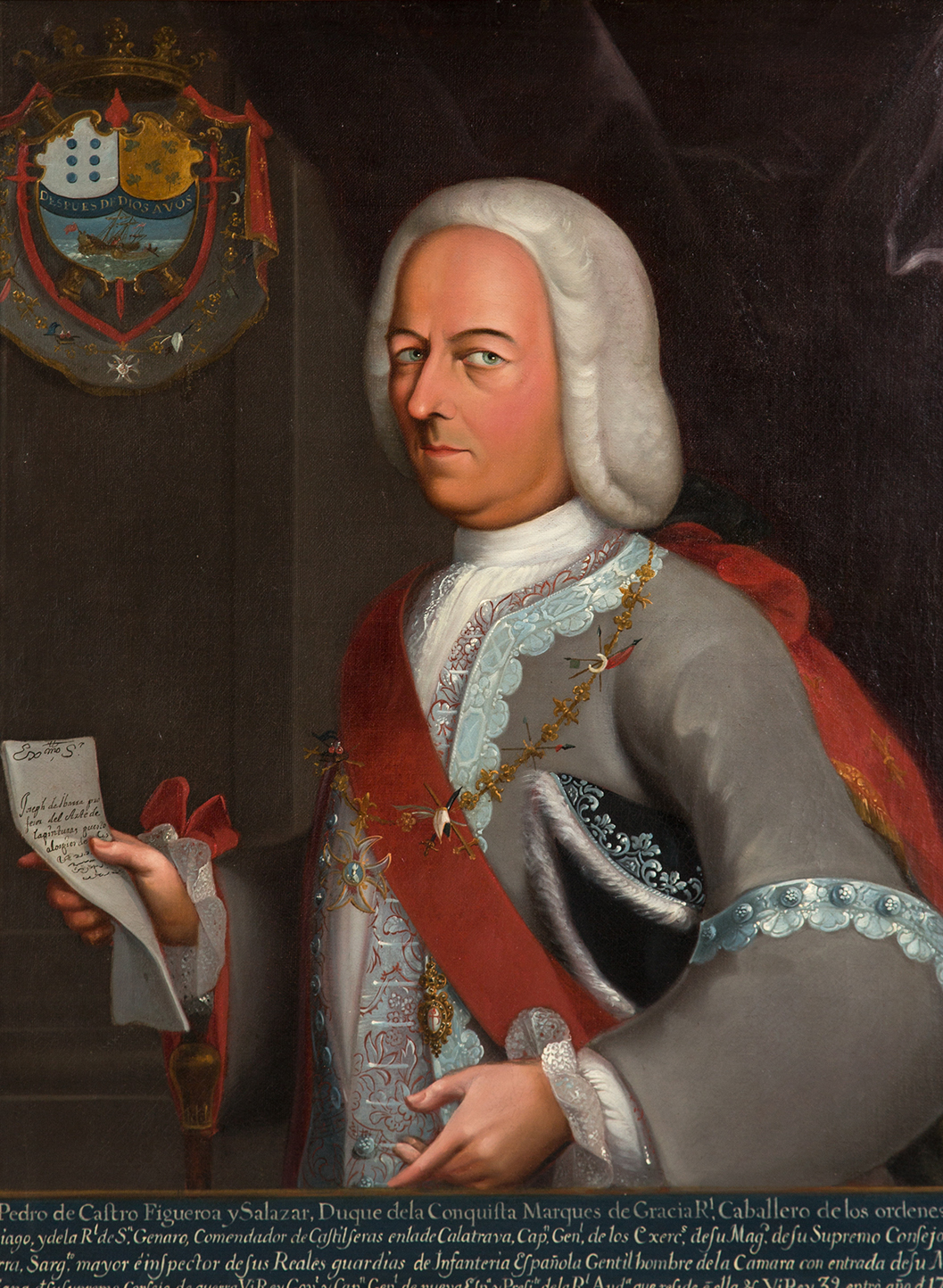
Pedro de Castro y Figueroa

Pedro de Castro y Figueroa, Herzog (spanisch: duque) von la Conquista, Markgraf (spanisch: marqués) von Gracia Real (* 1678 in San Julián de Cela bei La Coruña, Spanien; † 22. August 1741 in Mexiko-Stadt) war ein spanischer Offizier und Kolonialverwalter, der als Vizekönig von Neuspanien amtierte.

## Leben

### Herkunft und Karriere in Europa
Pedro de Castro entstammte einer Familie des niedrigen spanischen Adels. Er schlug eine Militärkarriere ein und erreichte den Rang eines Sargente Mayor (etwa: Oberstleutnant) der Infanteriegarde. König Philipp V. bedachte ihn 1729 zum Dank für seine Leistungen mit dem neugeschaffenen Adelstitel des marqués de Gracia Real. Später stieg er bis zum Feldmarschall und Generalkapitän auf.
Im Dienst von König Karl III., der zu jener Zeit König von Sizilien war, arbeitete Castro als Kammerherr und Kriegstat. Nach der siegreichen Schlacht von Bitonto erhob ihn der König zum Herzog; er durfte fortan den Titel duque de la Conquista tragen.
Pedro de Castro war Mitglied aller militärischen Ritterorden Spaniens: im Orden von Santiago, im Orden von Calatrava und im Orden von Alcantara. Er zählte zum engsten Kern einflussreicher Berater der Bourbonen in Spanien.
Er heiratete Bernarda de Azcárraga y Abaunza, mit der er drei Kinder hatte. Sein ältester Sohn Bernardo blieb ihn Spanien und sollte später seine Titel erben, sein jüngerer Sohn Bernardo begleitete ihn nach Mexiko sowie eine Tochter namens Josefa.

### Amtszeit als Vizekönig von Neuspanien
Mit königlicher Urkunde vom Mai 1739 wurde Castro zum Vizekönig von Neuspanien ernannt. Auch bedingt durch den Tod seiner Frau verzögerte sich seine Abreise nach Mexiko bis in den April 1740. Spanien befand sich zu dieser Zeit im Krieg mit England, und die Entourage von Castro wurde aus Sicherheitsgründen für die Überfahrt von Spanien nach Mexiko auf mehrere holländische Schiffe verteilt.
Auf der Strecke über den Atlantik geriet der Geleitzug in schwere Unwetter, und auf der Etappe zwischen Puerto Rico und dem Festland wurde er von britischen Fregatten angegriffen. Castro und seine engsten Vertrauten konnten auf einem Beiboot fliehen, das Schiff mit seinen Wertsachen und Dokumenten aber geriet in die Hände der Engländer, die es nach Jamaika brachten.
Am 20. Juni 1740 erreichte der Vizekönig ohne Ernennungsschreiben den Hafen von Veracruz. Sein Vorgänger im Amte, Erzbischof Juan Antonio de Vizarrón y Eguiarreta erkannte ihn aber als legitimen Nachfolger an, und im August erfolgte die feierliche Amtseinführung mit dem zeremoniellen Einzug in Mexiko-Stadt.
Der Krieg mit den Briten bestimmte seine Amtszeit. Gegen drohende Angriffe durch britische Kriegsschiffe ließ der Vizekönig Castro die Verteidigungsanlagen an den Häfen von Veracruz und dem gegenüberliegenden Fort von San Juan de Ulúa verstärken. Die Briten hatten unter General James Oglethorpe San Agustín angegriffen und Portobelo eingenommen. Cartagena (Kolumbien) dagegen hielt unter Blas de Lezo den Angriffen von Edward Vernons Truppen stand. Castro ließ eine Bürgermiliz zur Verteidigung der Küsten aufstellen, die er Ejército de la Corona (deutsch: Heer der Krone) nannte.
Unter seiner Amtszeit wurde das Drainagesystem in den Silberminen von Zacatecas verbessert, so dass die Erträge stiegen. Auch aus den Philippinen konnte er höhere Abgaben an die spanische Krone abführen.
Im Sommer 1741 reiste er nach Veracruz, um den Fortschritt an den Befestigungsarbeiten zu kontrollieren. Dort erlitt er eine schwere Fiebererkrankung, die zu blutigem Durchfall und Wasserverlust führte (vermutlich die Ruhr). Zwar gelang es ihm noch, nach Mexiko-Stadt zurückzukehren, doch dort starb er am 22. August 1741.
Bis der spanische Hof einen Nachfolger bestimmt und entsandt hatte, übernahm die Real Audiencia von Mexico unter dem Vorsitz von Pedro Malo de Villavicencio vorübergehend die Führung des Vizekönigreiches.